# Pacheedaht

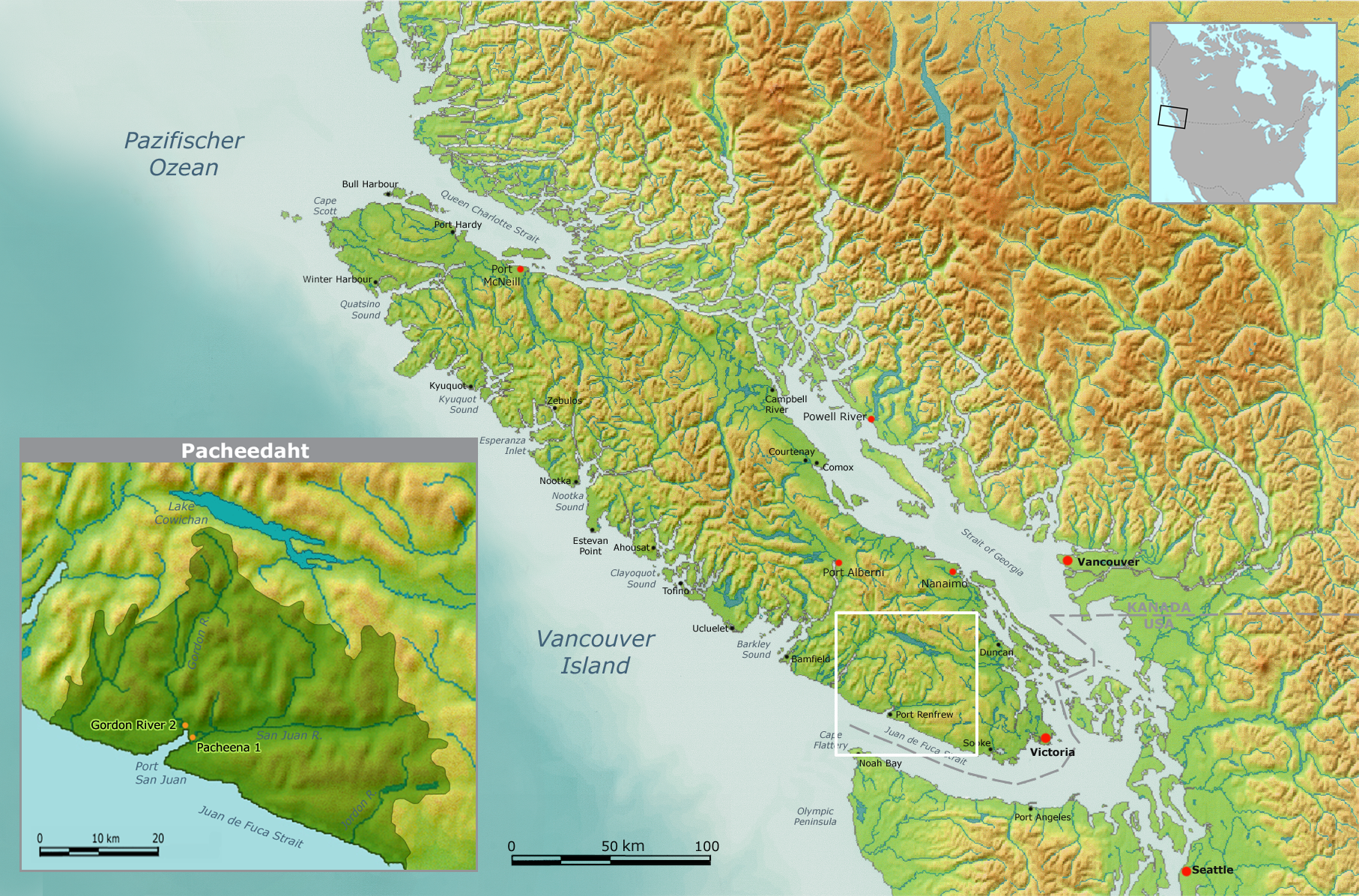
Traditionelles Territorium der Pacheedaht und heutige Hauptreservate

Die Pacheedaht („Volk der Gischt/des Meerschaums“) sind eine indianische First Nation und leben im Süden der Vancouver-Insel vor der Westküste Kanadas. Sie gehören zusammen mit den eng verwandten Ditidaht sowie Makah ethnisch-kulturell zu der Stammesgruppe der Nuu-chah-nulth (Nuučaan̓ułʔatḥ) („Volk überall entlang der Berge und des Meeres“), jedoch sind sie als einzige der insgesamt 14 kanadischen First Nations (bzw. Bands, eine in Kanada ebenfalls übliche Bezeichnung) politisch nicht Teil des Nuu-chah-nulth Tribal Council (NTC). Ihre vier Reservate liegen im Raum Port Renfrew (vormals: Port San Juan) und umfassen knapp 172 Hektar.

## Sprache
Ihre Sprache gehört zur Wakash-Sprachfamilie und dort zur südlichen Gruppe, den Südlichen Wakashan-Sprachen bzw. Nootka-Sprachen (bestehend aus drei verwandten Sprachen: Ditidaht, Makah und Nuu‐chah‐nulth). Sie wird von den Pacheedaht als auch von den bevölkerungsreicheren (und bekannteren) Ditidaht gesprochen und ist daher als Diitiidʔaaʔtx̣/Ditidaht bekannt. Weitere Bezeichnungen sind Nitinaht, Nitinat, Ditidaht-Pacheedaht und früher Südliches Nookta. Die beiden Nationen sprachen jeweils leicht voneinander abweichende Dialekte. Beide Dialekte zählen zu den vom Aussterben bedrohten Sprachen und zählen laut FPCC Bericht aus dem Jahr 2018 nur noch 7 Sprecher, 30 Halbsprecher und 83 Lernende Sprecher bei einer Population von 1.354 Ditidaht und Pacheedaht. Ab 2003 beschloss der Ditidaht-Rat für 4,2 Millionen CAD den Bau einer Schule, um Schüler in ihrer Sprache zu unterrichten. 2005 verließ der erste Schüler mit Highschool-Abschluss die Schule. Michael Fortescue erarbeitete inzwischen ein rund 500 Seiten umfassendes Wörterbuch – da die Sprache vor 2002 ausschließlich gesprochen wurde, entwickelte man ein Alphabet mit 53 Zeichen.

## Herkunft der Stammesbezeichnung
Laut ihrer Überlieferung waren die Ditidaht und Pacheedaht ursprünglich ein einziges Volk am Diitiida genannten Jordan River und bewohnten dort gemeinsam eine große Siedlung, die nach dem Fluss benannt wurde. Die Einwohner diese Siedlung wurden Diitiid7aa7tx („Volk von Diitiida“ oder „Volk vom Jordan River“) genannt (Ortsbezeichnung Diitiida ergänzt durch das Suffix -aa7tx für „Volk“); diese Bezeichnung wurde ins Englische als „Ditidaht“ (Aussprache: „Dee-tee-daht“) übernommen.
Während der großen Flut gelang es einigen Bewohnern von Diitiida zu überleben, indem sie in einem Kanu flohen, das sie an der Spitze eines hohen Berges verankerten, um den steigenden Fluten zu entkommen.
Danach ließen sich einige der Überlebenden im Dorf Waayaa7ak (Waayaa) bzw. Whyac an der Mündung des Nitinat Lakes in den Pazifik nieder und schlossen sich als Waayaa7ak7aa7tx („Volk von Waayaa“) den bereits in dieser Gegend lebenden Da7uu7aa7tx („Volk am Nitinaht Lake“) an. Andere Überlebenden kehrten in die Siedlung am Diitiida (Jordan River) zurück und ließen sich wieder in ihrem Heimatgebiet nieder. Sie bilden zusammen mit weiteren Siedlungsgruppen die Vorfahren der heutigen Ditidaht First Nation.
Später verließ jedoch ein Großteil wiederum die Siedlung Diitiida und wanderte bis zur Spitze des Inlet von Port San Juan an der Mündung des P'a:chi:da / P’a:chi:da? („Gischt/Meerschaum“) genannten San Juan River und errichtete dort eine gleichnamige Siedlung. Zur bestehenden Ortsbezeichnung P'a:chi:da / P’a:chi:da? fügte man ebenfalls das Suffix -aa7tx/aht für „Volk“ hinzu und die neue Siedlungsgruppe war von nun an als P'a:chi:da / P’a:chi:da?-aht („Volk der Gischt/des Meerschaums“ oder „Volk vom San Juan River“) bekannt; diese Bezeichnung wurde ins Englische als „Pacheedaht“ (Aussprache: „Pah-chee-da“) übernommen.
Oftmals werden im Englischen die beiden verwandten Nationen auch als „Nitinaht“ oder „Pacheenaht“ bezeichnet; „Nitinaht“ bzw. „Pacheenaht“ sind jedoch jeweils die Bezeichnungen seitens der Nuu-chah-nulth, da „d“ als „n“ in Nuučaan‘uƚ ausgesprochen wird.
Die Pacheedaht bewohnten mehrere Siedlungen, wobei die großen Siedlungen und einige Dörfer meist permanent bewohnt werden konnten (fett gekennzeichnet), die kleineren Siedlungen wurden saisonal bewohnt – es gab sowohl Sommer- als auch Wintersiedlungen; zudem gab es noch einfache Fisch- oder Fallenstellercamps (kursiv gekennzeichnet).
- P’a:chi:da?: Hauptsiedlung der Pacheedaht und erstreckte sich entlang des Strandes, zwischen den Mündungen des Nord- und Südarms des San Juan River. Heute befindet sich das „Pacheedaht Indian Reserve #1“ und „Pacheedaht Indian Reserve #2“ an diesem Ort.
- K’witibi?t: eine große Siedlung mit zwanzig Plankenhäusern, die sich entlang des Ufers des Port San Juan von der Bucht an der Mündung des San Juan River in Richtung Snuggery Cove erstreckte.
- Tł’i:xsit: eine große Siedlung ca. 2,5 km den San Juan River flussaufwärts.
- K’oʔobaʔ: ein Dorf mit 12 bis 15 Häusern bei Robertson Cove.
- ?a?aqwaxtas: ein Dorf am Nordufer des Fairy Lake.
- ʔo:yats’: ein Dorf mit acht Häusern bei Thrasher’s Cove an der Nordwestküste von Port San Juan.
- Tł’ehib: ein Dorf mit sechs bis acht sog. bighouses zwischen Magdalena und Simon Points am Boulder Beach.
- Qala:yit: ein großes permanentes Dorf östlich von Bonilla Point; dieses Dorf bot einen ausgezeichneten Zugang zu zahlreichen Fischgründen und Sammelstellen für Meeresfrüchte und befindet sich an der Stelle des heutigen Reservat Cullite IR #3.
- ? Name: ein kleines Dorf an der Camper Bay, dessen indigener Name nicht überliefert ist.
- Bo:ʔapiʔis: ein Winterdorf beim heutigen Port Renfrew.
- ʔapsawaʔ: ein Winterdorf mit acht Häusern hinter Cerantes Rock an der Südseite des Eingangs zum Port San Juan.
- łi:xwa:p: ein Winterdorf mit sechs Häusern auf einer Steilküste am Botanical Beach – dies war auch ein Verteidigungsstandort.
- Kwi:sidok’wa?: ein Fischcamp an der Mündung des Harris Creek in den San Juan River im heutigen Reservat Queesidaquah IR #4.
- Qwa:qtłis: ein Fischcamp (auch zum Sammeln von Meeresfrüchten), das an der Mündung des Sombrio River liegt.
- Tłołasiʔ: ein Sommerlager am Fairy Lake, in dem Lachse getrocknet wurden.
- Tł’oqwxwat’: ein Sommerlager am Gordon River, in dem Lachse getrocknet wurden.
- K’adataʔs: ein kleines Fallenstellerlager mit drei Häusern, eine halbe Meile von Owen Point entfernt an der Nordwestküste von Port San Juan.
- Diitiida: die Hauptsiedlung der Ditidaht (und gemeinsamer Ursprungsort der Ditidaht und Pacheedaht) mit bis zu zwölf sog. bighouses an der Mündung des Diitiida (Jordan River).

## Ursprüngliches Siedlungsgebiet und heutige Reservate
Entsprechend der mündlichen Tradition umfasst das ursprüngliche Siedlungsgebiet der Pacheedaht die Gewässer und das Land entlang der Südwestküste von Vancouver Island zwischen Sheringham Point, Point no Point nordwärts bis Pacheenah Bay und Bonilla Point und von der Mündung des San Juan River bis zu den Todd Mountains, 26 Meilen (rund 40 km) landeinwärts. Weitere Flüsse sind der Gordon River und Fleet River. Zum traditionellen Gebiet der Pacheedaht gehörte auch das Meer vor der Küste einschließlich der Fischgründe an der Juan-de-Fuca-Straße.
Nach Angaben des Crown-Indigenous Relations and Northern Affairs Canada sind aktuell (Januar 2021) seitens der kanadischen Regierung durch den Indian Act offiziell insgesamt 290 Pacheedaht als „Status-Indianer“ anerkannt und registriert, hiervon leben 97 in den vier Pacheedaht-Reservaten, 29 in anderen Reservaten, der Rest außerhalb.
- Gordon River IR #2: mit 69,2 Hektar größtes Reservat an der Mündung des Gordon River.
- Pacheenah IR #1: mit 61,9 Hektar zweitgrößtes Reservat an der Mündung des San Juan River.
- Cullite IR #3: umfasst 38,4 Hektar an der Westküste von Vancouver Island, zwei Meilen südöstlich der Mündung des Carmanah Creek.
- Queesidaquah IR #4: umfasst 10,1 Hektar an der Mündung des Harris Creek in den San Juan River.

## Waldwirtschaft
In den 1930er Jahren wurde das San Juan Valley überwiegend abgeholzt. Die Malahat Logging Company baute von ihrem Strandlager beim heutigen Port Renfrew aus eine 22 km lange Eisenbahnstrecke bis in das Gebiet des Bear Creek. Dabei entstand die Bear Creek Trestle, eine rund 80 m hohe und 170 m lange Brücke.
Am San Juan River waren die Holzeinschläge so extensiv, dass durch Verschlammung die Lachspopulation zusammenbrach. Inzwischen bemüht man sich nicht nur, wie seit 1901 marine Reservate einzurichten, sondern schützt auch die Restwälder. Seit einigen Jahren versucht man sogar, die schwer geschädigten Ökosysteme wiederherzustellen, eine Arbeit, die seit 2002/03 auch staatlich gefördert wird. Noch immer stehen hier sehr alte Bestände der Sitka-Fichte, die beinahe 100 m hoch werden.
Im Januar 2003 unterzeichnete der Stamm einen Vertrag mit den ebenfalls zu den Nuu-chah-nulth gehörenden Ditidaht, die weiter nördlich leben, um eine gemeinsame Holzwirtschaft zu beginnen.

## Die Rolle des Nationalparks
Mit der Einrichtung des Pacific Rim National Park hat die Zahl der Touristen sprunghaft zugenommen. Dabei haben die angrenzenden Stämme zusammen mit der Parkverwaltung die Aufgabe übernommen, den West Coast Trail, einen der drei wichtigen Abschnitte des Parks, zu unterhalten. Dazu gründete man die Quu’as-Partnerschaft, ein corporate joint venture der Pacheedaht, Ditidaht und Huu-ay-aht mit Parks Canada.